# Сарвар, Мохаммад
Мохаммад Сарвар (англ. Mohammad Sarwar, урду  محمد سرور‎; род. 18 августа 1952, Пир-Махал, Пенджаб) — пакистанский государственный деятель, занимал должность губернатора Пенджаба со 2 августа 2013 по 29 января 2015 года. Действующий губернатор Пенджаба.

## Биография
Мохаммад Сарвар родился 18 августа 1952 года в пригороде Фейсалабада. В 1976 году окончил Университет Фейсалабада, после чего уехал в Шотландию. В этом же году женился на Парвин Сарвар, у пары родилось трое дочерей и один сын. В Великобритании занимался бизнесом и политической деятельностью, заработал состояние в 16 миллионов фунтов стерлингов. В 2013 году вернулся в Пакистан и вступил в партию Пакистанская мусульманская лига (Н), а уже 5 августа 2013 года стал губернатором провинции Пенджаб. 29 января 2015 года сложил с себя полномочия губернатора, 8 февраля 2015 года вступил в ряды партии Имрана Хана — Техрик-е-Инсаф.